# Lundby, Varbergs kommun
Lundby är en bebyggesle i Valinge socken i Varbergs kommun, Hallands län. från 2005 till 2023 avgränsade SCB här en småort, som avregistrerades 2023, då antalet invånare understeg 50.